# Roche-sur-Linotte-et-Sorans-les-Cordiers
Roche-sur-Linotte-et-Sorans-les-Cordiers é uma comuna francesa na região administrativa de Borgonha-Franco-Condado, no departamento de Alto Sona. Estende-se por uma área de 9,34 km². Em 2010 a comuna tinha 63 habitantes (densidade: 6,7 hab./km²).